# Губарь, Александр Герасимович
Александр Герасимович Губарь (1909—1943) — лейтенант Рабоче-крестьянской Красной Армии, участник Великой Отечественной войны, Герой Советского Союза (1943).

## Биография
Александр Губарь родился в 1909 году в селе Демьянцы (ныне — Переяслав-Хмельницкий район Киевской области Украины) в крестьянской семье. Окончил семь классов школы. В 1934—1936 годах Губарь проходил службу в Рабоче-крестьянской Красной Армии. В 1941 году он повторно был призван в армию. С декабря 1942 года — на фронтах Великой Отечественной войны. Принимал участие в боях на Западном, Брянском и Центральном фронтах. К июлю 1943 года лейтенант Александр Губарь командовал батареей 872-го гаубичного артиллерийского полка 32-й гаубичной артиллерийской бригадой 12-й артиллерийской дивизии прорыва 4-го артиллерийского корпуса прорыва 70-й армии Центрального фронта. Отличился во время Курской битвы.
5 июля 1943 года противник предпринял контратаку против позиций батареи Губаря в районе села Протасово Малоархангельского района Орловской области. Батарея отразила эту атаку, уничтожив 5 немецких танков и 2 самоходных орудия, подавила две батареи миномётов. Когда противник окружил наблюдательный пункт Губаря, он в течение трёх часов держал оборону, был ранен, но продолжил руководить своими подчинёнными, прорвав окружение. 6 июля Губарь, находясь в боевых порядках пехоты, уничтожил 2 пулемётные точки, 1 батарею 75-миллиметровых орудий, а также большое количество боевой техники и живой силы противника. В бою за освобождение деревни Ломовец батарея Губаря поддерживала стрелковые части. 25 июля в бою за деревню Ново-Рыжковский к юго-востоку от Орла батарея уничтожила 2 пулемётные точки, подавила 1 миномётную и 1 105-миллиметровую батарею, подбил 1 немецкий танк «Тигр». В том бою Губарь погиб. Похоронен в братской могиле в селе Чернь Кромского района Орловской области.
Указом Президиума Верховного Совета СССР от 29 сентября 1943 года лейтенант Александр Губарь посмертно был удостоен высокого звания Героя Советского Союза. Также посмертно был награждён орденом Ленина.

### Семья
Жена — Анна Григорьевна Губарь.

## Память

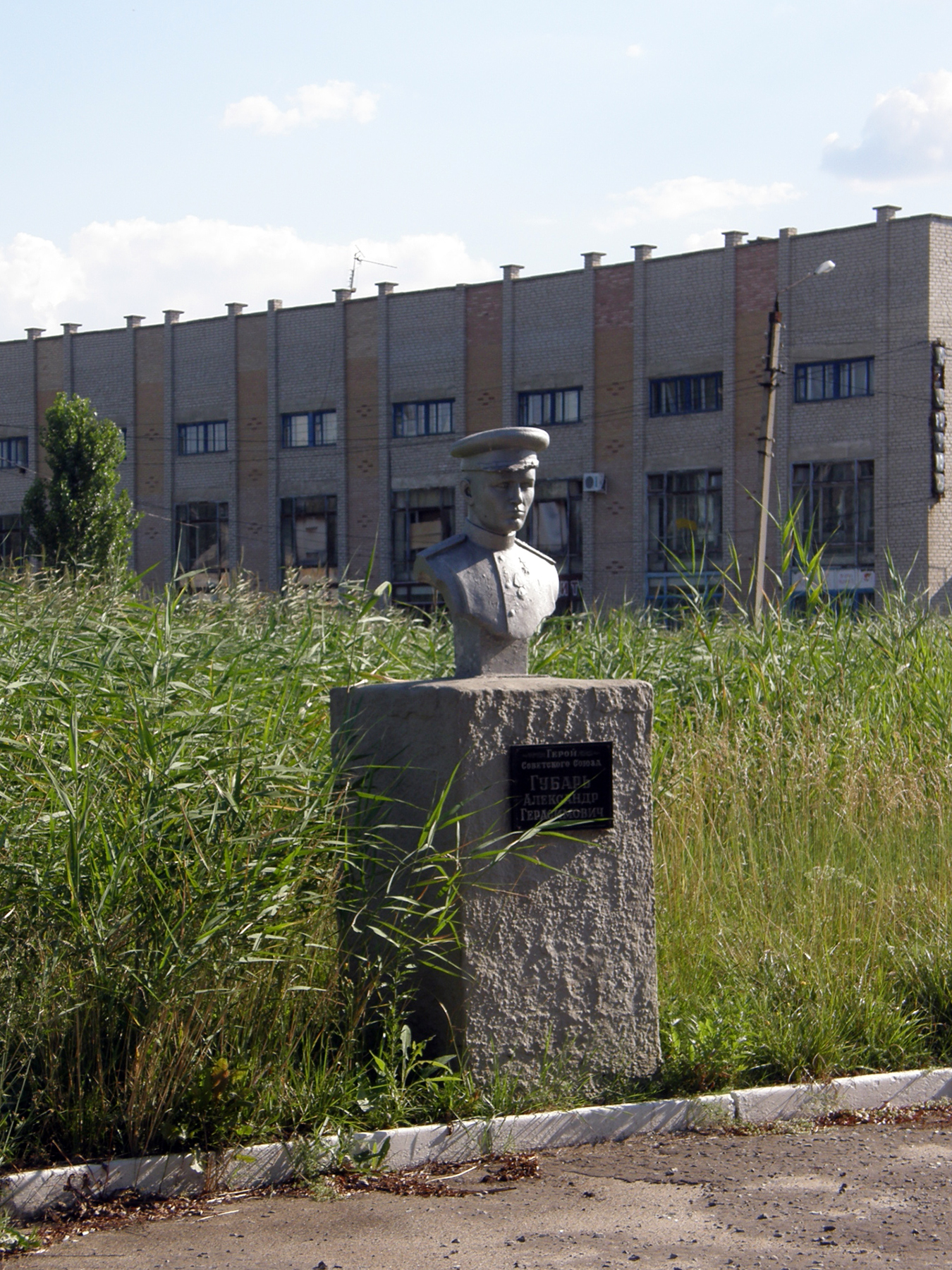
бюст Александра Герасимовича Губаря в Северске

В честь Губаря названа школа в селе Демьянцы, в 1970 установлен памятник в городе Северск Донецкой области.